# Saléchan

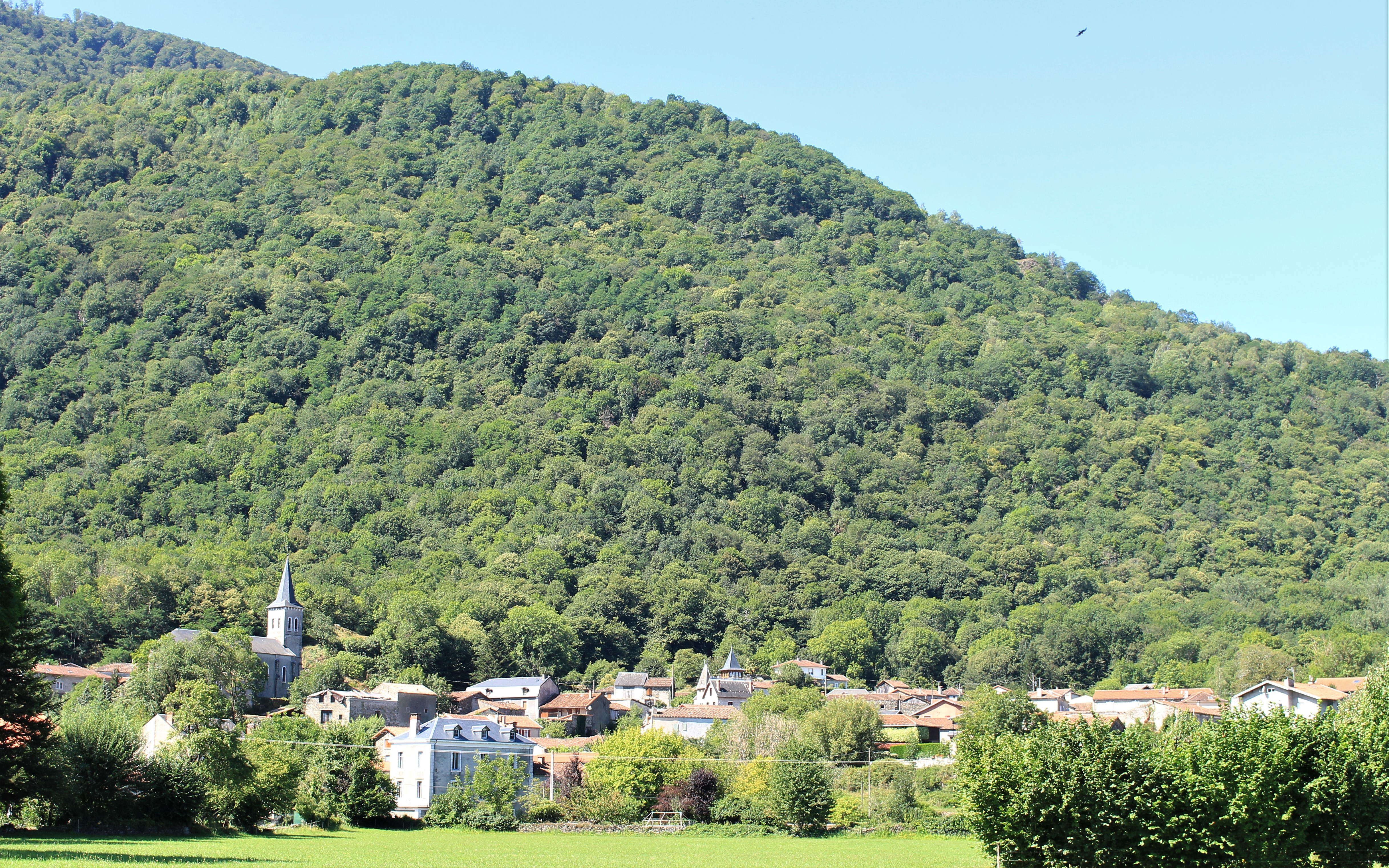
Vue en été.

Saléchan est une commune française située dans le sud-est du département des Hautes-Pyrénées, en région Occitanie.
Sur le plan historique et culturel, la commune est dans le pays de Comminges, correspondant à l’ancien comté de Comminges, circonscription de la province de Gascogne située sur les départements actuels du Gers, de la Haute-Garonne, des Hautes-Pyrénées et de l'Ariège. Exposée à un climat de montagne, elle est drainée par la Garonne et par deux autres cours d'eau. La commune possède un patrimoine naturel remarquable : un site Natura 2000 (« Garonne, Ariège, Hers, Salat, Pique et Neste »), un espace protégé (« la Garonne, l'Ariège, l'Hers Vif et le Salat ») et quatre zones naturelles d'intérêt écologique, faunistique et floristique.
Saléchan est une commune rurale qui compte 243 habitants en 2022, après avoir connu un pic de population de 803 habitants en 1851. Elle fait partie de l'aire d'attraction de Bagnères-de-Luchon..

## Géographie

### Localisation
La commune de Saléchan se trouve dans le département des Hautes-Pyrénées, en région Occitanie.
Elle se situe à 55 km à vol d'oiseau de Tarbes, préfecture du département, à 41 km de Bagnères-de-Bigorre, sous-préfecture, et à 27 km de Lannemezan, bureau centralisateur du canton de la Vallée de la Barousse dont dépend la commune depuis 2015 pour les élections départementales.
La commune fait en outre partie du bassin de vie de Montréjeau.
Les communes les plus proches sont : 
Esténos (1,2 km), Fronsac (1,5 km), Sainte-Marie (2,0 km), Siradan (2,2 km), Bagiry (2,5 km), Ore (2,7 km), Frontignan-de-Comminges (2,8 km), Chaum (3,1 km).
Sur le plan historique et culturel, Saléchan fait partie du pays de Comminges, correspondant à l’ancien comté de Comminges, circonscription de la province de Gascogne située sur les départements actuels du Gers, de la Haute-Garonne, des Hautes-Pyrénées et de l'Ariège.
Saléchan est limitrophe de sept autres communes, dont quatre dans le département de la Haute-Garonne. Au sud, parmi celles-ci, le territoire communal de Cierp-Gaud est limitrophe de celui de Saléchan par un simple quadripoint, au sommet de Cot de Coudous.

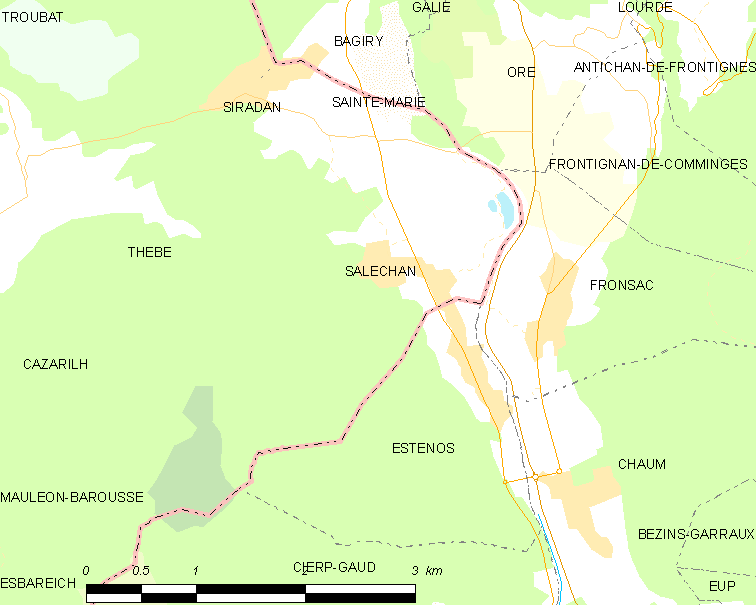
Carte de la commune de Saléchan et des proches communes.

| Siradan | Sainte-Marie               | Ore (Haute-Garonne)     |
| Thèbe   | Saléchan                   | Fronsac (Haute-Garonne) |
|         | Cierp-Gaud (Haute-Garonne) | Esténos (Haute-Garonne) |

### Hydrographie
La commune est dans le bassin versant de la Garonne, au sein du bassin hydrographique Adour-Garonne. Elle est drainée par la Garonne, le canal du Moulin et par un petit cours d'eau, constituant un réseau hydrographique de 3 km de longueur totale,.
La Garonne est un fleuve principalement français prenant sa source en Espagne et qui coule sur 529 km avant de se jeter dans l’océan Atlantique.
Le canal du Moulin, d'une longueur totale de 12,5 km, prend sa source dans la commune d'Oursbelille et s'écoule vers le nord. Il traverse la commune et se jette dans l'Échez à Vic-en-Bigorre, après avoir traversé 5 communes.

### Climat
Le climat qui caractérise la commune est qualifié, en 2010, de « climat des marges montargnardes », selon la typologie des climats de la France qui compte alors huit grands types de climats en métropole. En 2020, la commune ressort du type « climat de montagne » dans la classification établie par Météo-France, qui ne compte désormais, en première approche, que cinq grands types de climats en métropole. Pour ce type de climat, la température décroît rapidement en fonction de l'altitude. On observe une nébulosité minimale en hiver et maximale en été. Les vents et les précipitations varient notablement selon le lieu.
Les paramètres climatiques qui ont permis d’établir la typologie de 2010 comportent six variables pour les températures et huit pour les précipitations, dont les valeurs correspondent à la normale 1971-2000. Les sept principales variables caractérisant la commune sont présentées dans l'encadré ci-après.
| Paramètres climatiques communaux sur la période 1971-2000 - Moyenne annuelle de température : 11,2 °C - Nombre de jours avec une température inférieure à −5 °C : 6 j - Nombre de jours avec une température supérieure à 30 °C : 5,5 j - Amplitude thermique annuelle : 15,4 °C - Cumuls annuels de précipitation : 1 065 mm - Nombre de jours de précipitation en janvier : 9,6 j - Nombre de jours de précipitation en juillet : 6,8 j |

Avec le changement climatique, ces variables ont évolué. Une étude réalisée en 2014 par la Direction générale de l'Énergie et du Climat complétée par des études régionales prévoit en effet que la  température moyenne devrait croître et la pluviométrie moyenne baisser, avec toutefois de fortes variations régionales. Ces changements peuvent être constatés sur la station météorologique de Météo-France la plus proche, « Mauléon-Barousse », sur la commune de Mauléon-Barousse, mise en service en 1995 et qui se trouve à 5 km à vol d'oiseau,, où la température moyenne annuelle est de 12,3 °C et la hauteur de précipitations de 1 121,4 mm pour la période 1981-2010.
Sur la station météorologique historique la plus proche, « Tarbes-Lourdes-Pyrénées », sur la commune d'Ossun, mise en service en 1946 et à 59 km, la température moyenne annuelle évolue de 12,2 °C pour la période 1971-2000, à 12,6 °C pour 1981-2010, puis à 12,9 °C pour 1991-2020.

### Milieux naturels et biodiversité

#### Espaces protégés
La protection réglementaire est le mode d’intervention le plus fort pour préserver des espaces naturels remarquables et leur biodiversité associée,.
Dans ce cadre, la commune fait partie.
Un  espace protégé est présent sur la commune : 
« la Garonne, l'Ariège, l'Hers Vif et le Salat », objet d'un arrêté de protection de biotope, d'une superficie de 1 658,7 ha.

#### Réseau Natura 2000

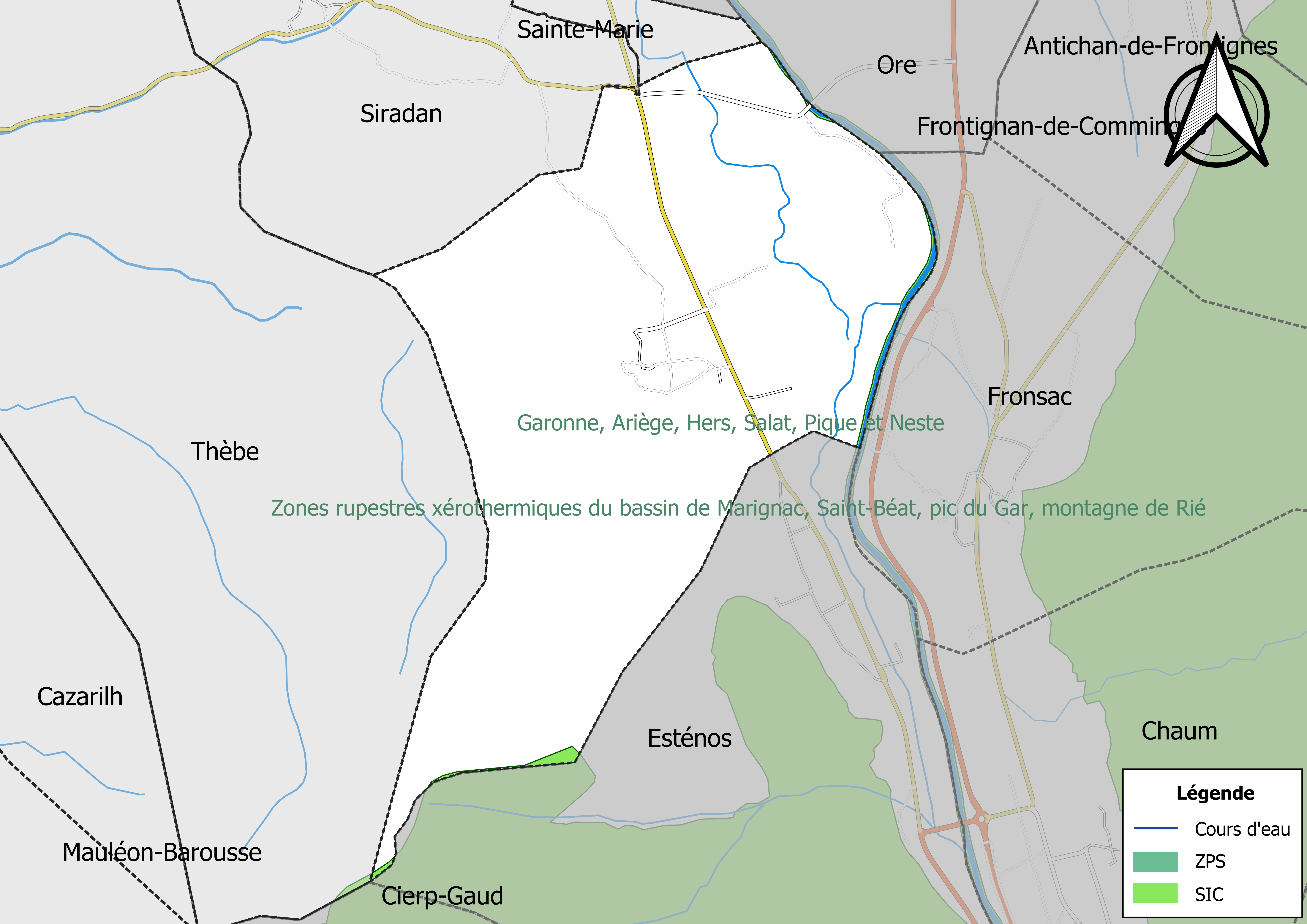
Site Natura 2000 sur le territoire communal.

Le réseau Natura 2000 est un réseau écologique européen de sites naturels d'intérêt écologique élaboré à partir des directives habitats et oiseaux, constitué de zones spéciales de conservation (ZSC) et de zones de protection spéciale (ZPS).
Un site Natura 2000 a été défini sur la commune au titre de la directive habitats : « garonne, Ariège, Hers, Salat, Pique et Neste », d'une superficie de 9 581 ha, un réseau hydrographique pour les poissons migrateurs (zones de frayères actives et potentielles importantes pour le Saumon en particulier qui fait l'objet d'alevinages réguliers et dont des adultes atteignent déjà Foix sur l'Ariège.

#### Zones naturelles d'intérêt écologique, faunistique et floristique
L’inventaire des zones naturelles d'intérêt écologique, faunistique et floristique (ZNIEFF) a pour objectif de réaliser une couverture des zones les plus intéressantes sur le plan écologique, essentiellement dans la perspective d’améliorer la connaissance du patrimoine naturel national et de fournir aux différents décideurs un outil d’aide à la prise en compte de l’environnement dans l’aménagement du territoire.
Deux ZNIEFF de type 1 sont recensées sur la commune :
les « Chaînon du sommet d'Antenac au cap de Pouy de Hourmigué » (5 751 ha), couvrant 22 communes dont 16 dans la Haute-Garonne et six dans les Hautes-Pyrénées et 
« la Garonne de la frontière franco-espagnole jusqu'à Montréjeau » (469 ha), couvrant 38 communes dont 28 dans la Haute-Garonne et dix dans les Hautes-Pyrénées
et deux ZNIEFF de type 2, : 
- les « Garonne amont, Pique et Neste » (1 788 ha), couvrant 112 communes dont 42 dans la Haute-Garonne et 70 dans les Hautes-Pyrénées[33] ;
- le « massif de la Barousse et chaînon du sommet d´Antenac au cap de Pouy de Hourmigué » (15 691 ha), couvrant 33 communes dont 18 dans la Haute-Garonne et 15 dans les Hautes-Pyrénées[34].

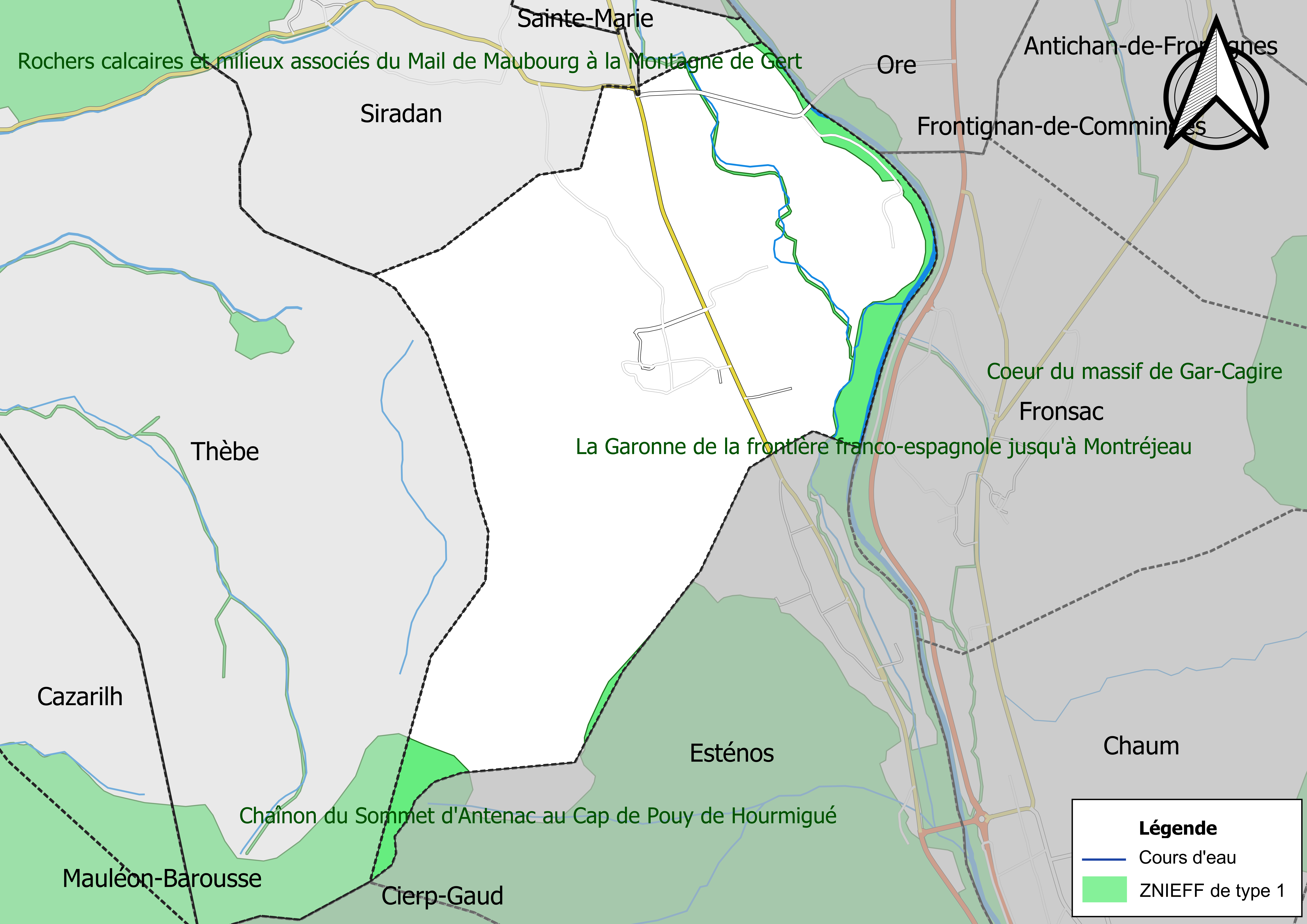
Carte des ZNIEFF de type 1 sur la commune.
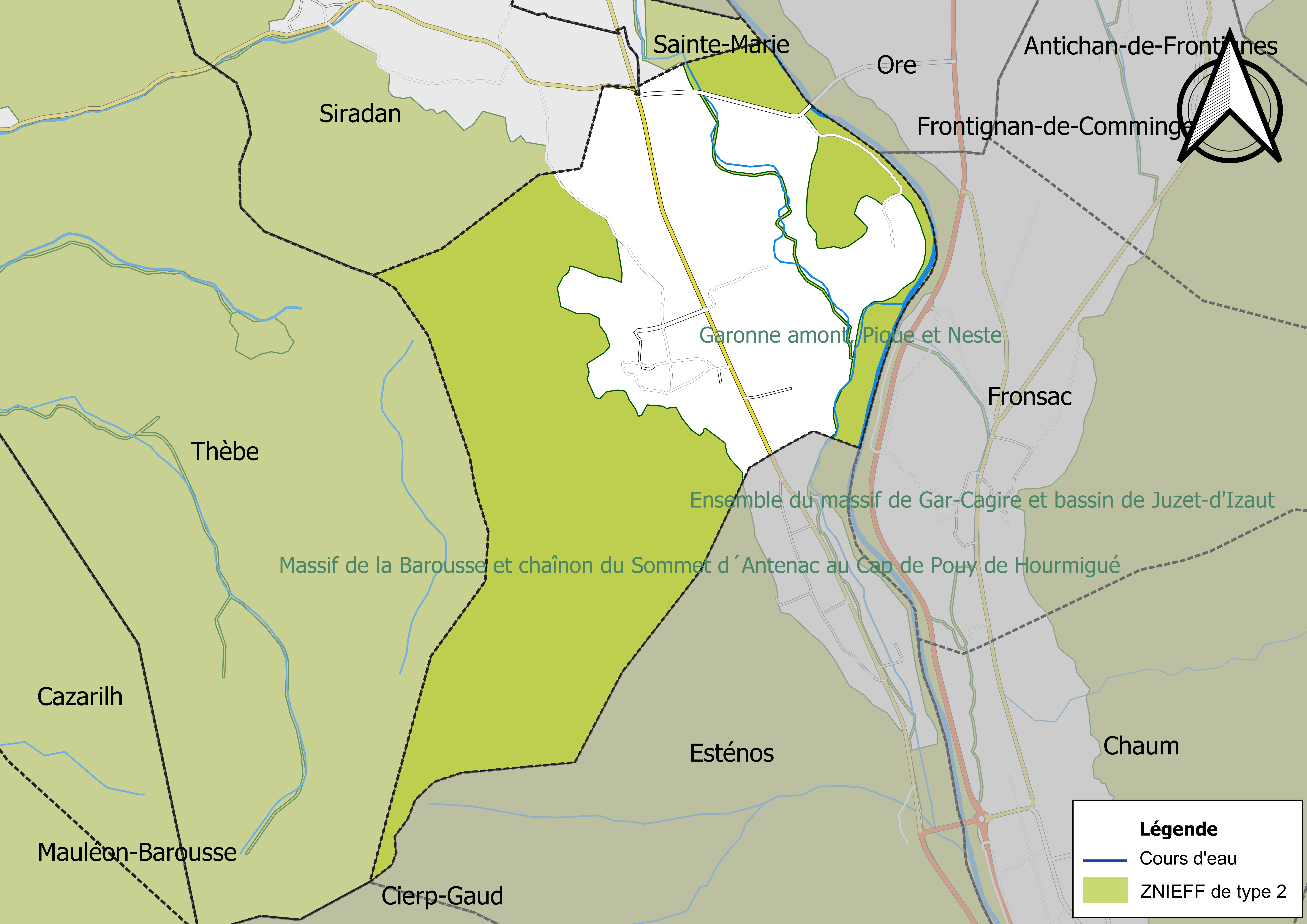
Carte des ZNIEFF de type 2 sur la commune.

## Urbanisme

### Typologie
Au 1er janvier 2024, Saléchan est catégorisée commune rurale à habitat dispersé, selon la nouvelle grille communale de densité à sept niveaux définie par l'Insee en 2022.
Elle est située hors unité urbaine. Par ailleurs la commune fait partie de l'aire d'attraction de Bagnères-de-Luchon, dont elle est une commune de la couronne,. Cette aire, qui regroupe 44 communes, est catégorisée dans les aires de moins de 50 000 habitants,.

### Occupation des sols
L'occupation des sols de la commune, telle qu'elle ressort de la base de données européenne d’occupation biophysique des sols Corine Land Cover (CLC), est marquée par l'importance des forêts et milieux semi-naturels (54 % en 2018), une proportion sensiblement équivalente à celle de 1990 (53,4 %). La répartition détaillée en 2018 est la suivante : 
forêts (54 %), zones agricoles hétérogènes (21,5 %), prairies (15,1 %), zones urbanisées (9,3 %), terres arables (0,1 %).
L'IGN met par ailleurs à disposition un outil en ligne permettant de comparer l’évolution dans le temps de l’occupation des sols de la commune (ou de territoires à des échelles différentes). Plusieurs époques sont accessibles sous forme de cartes ou photos aériennes : la carte de Cassini (XVIIIe siècle), la carte d'état-major (1820-1866) et la période actuelle (1950 à aujourd'hui).

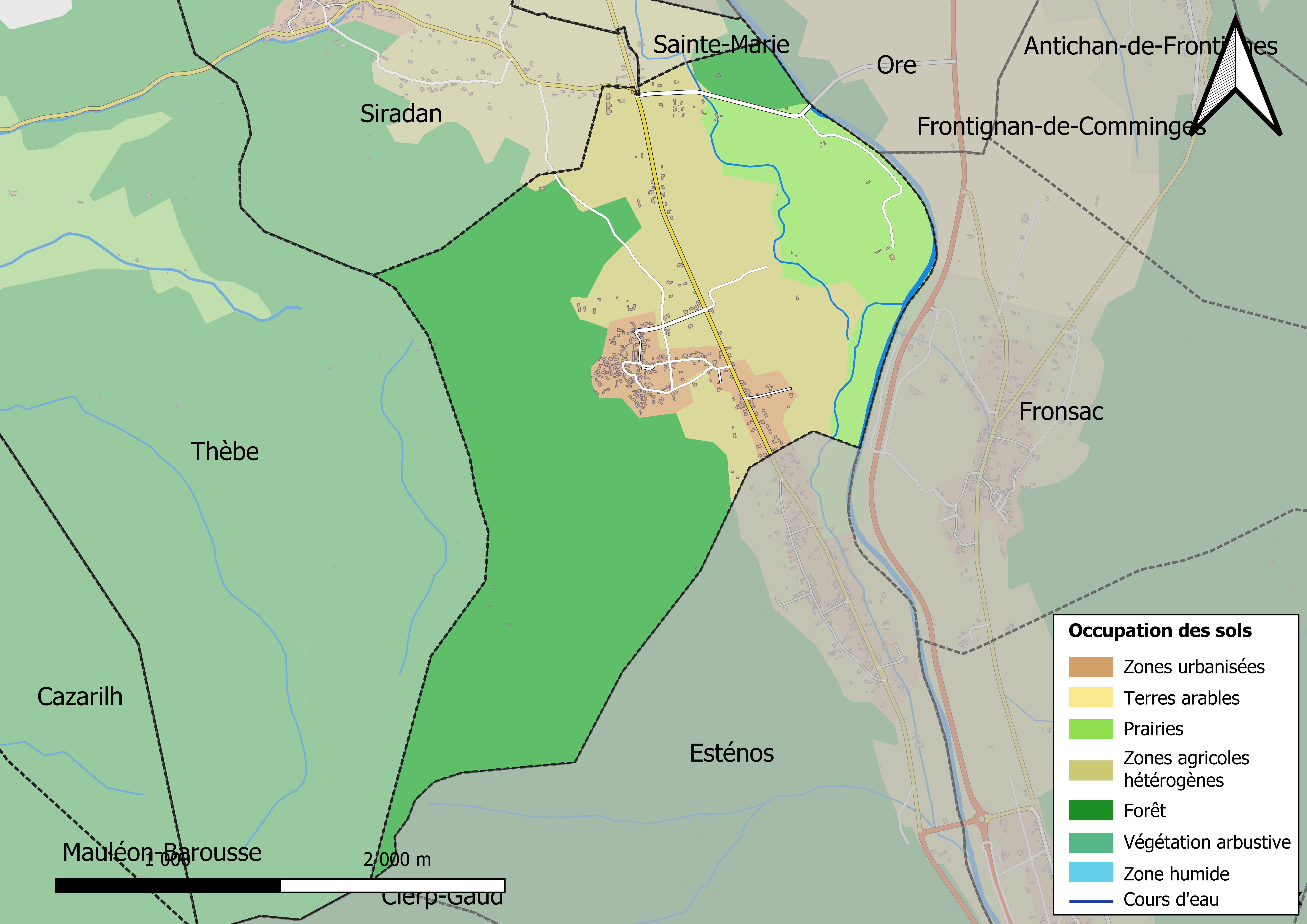
Carte des infrastructures et de l'occupation des sols en 2018 (CLC) de la commune.
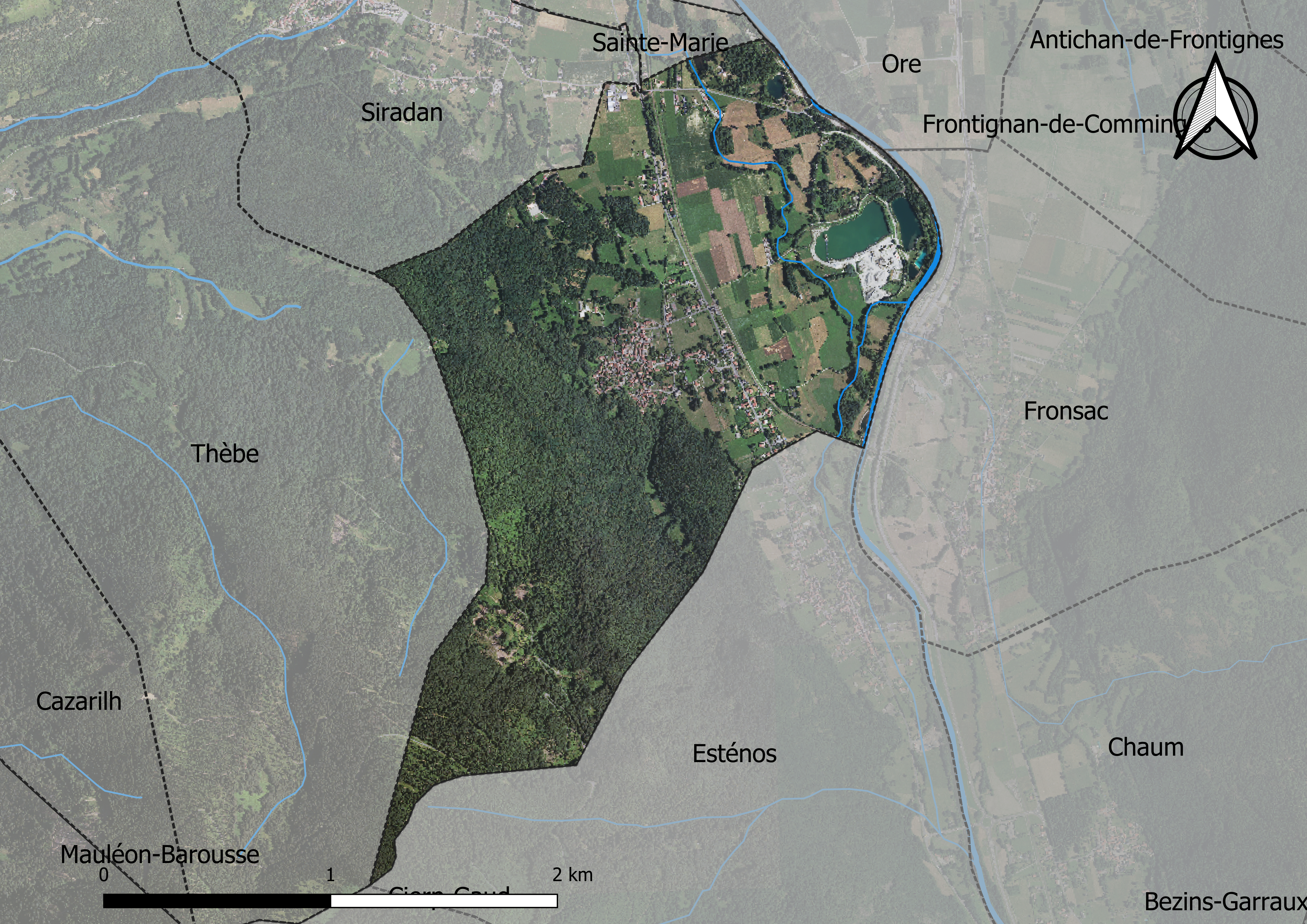
Carte orthophotogrammétrique de la commune.

### Voies de communication et transports
Elle est accessible par la route nationale 125 et par la gare de Saléchan - Siradan sur la ligne Montréjeau - Luchon.

Sélection de vues des passages à niveau de la ligne de Montréjeau - Gourdan-Polignan à Luchon.
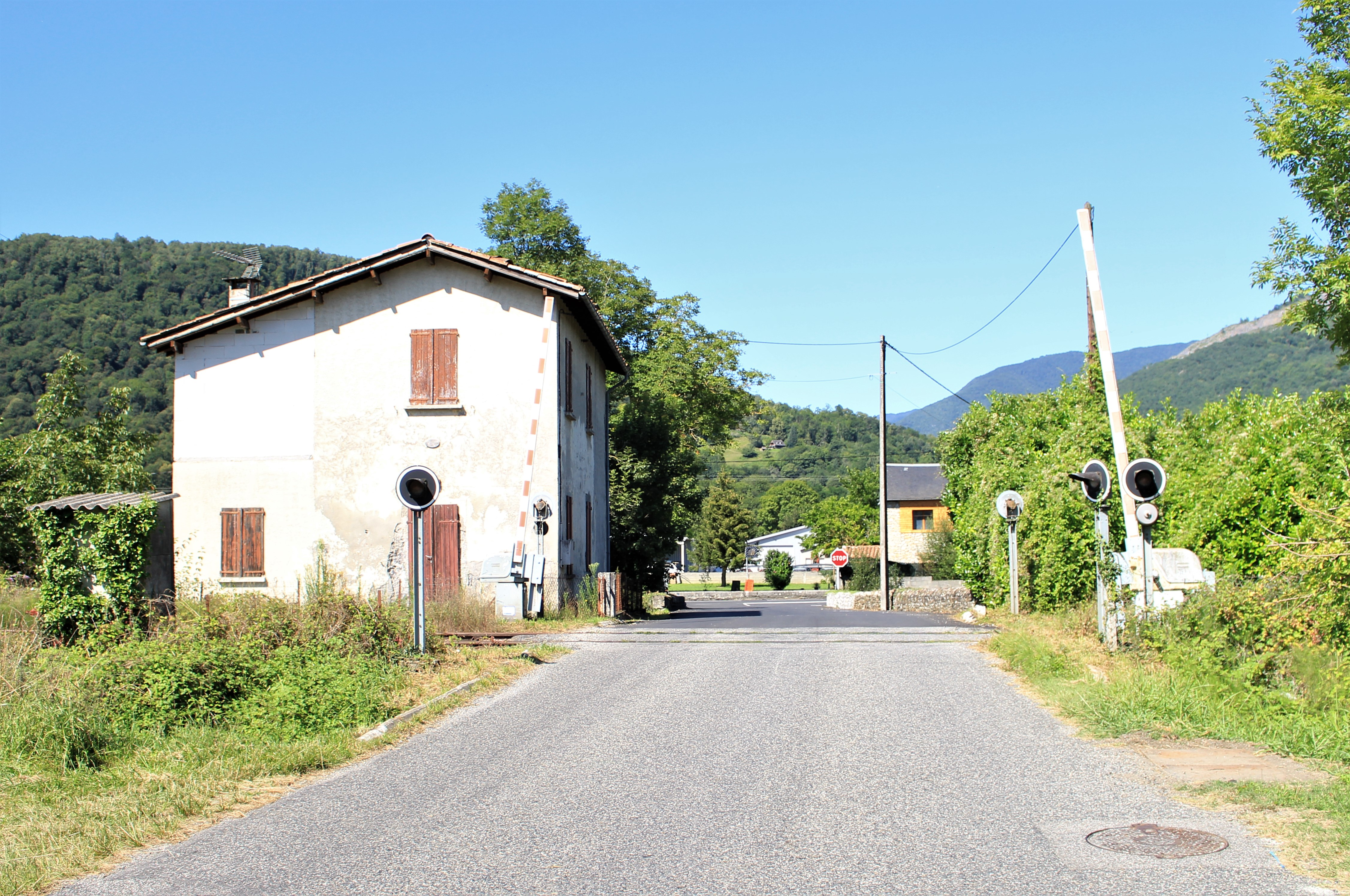
PN 16.
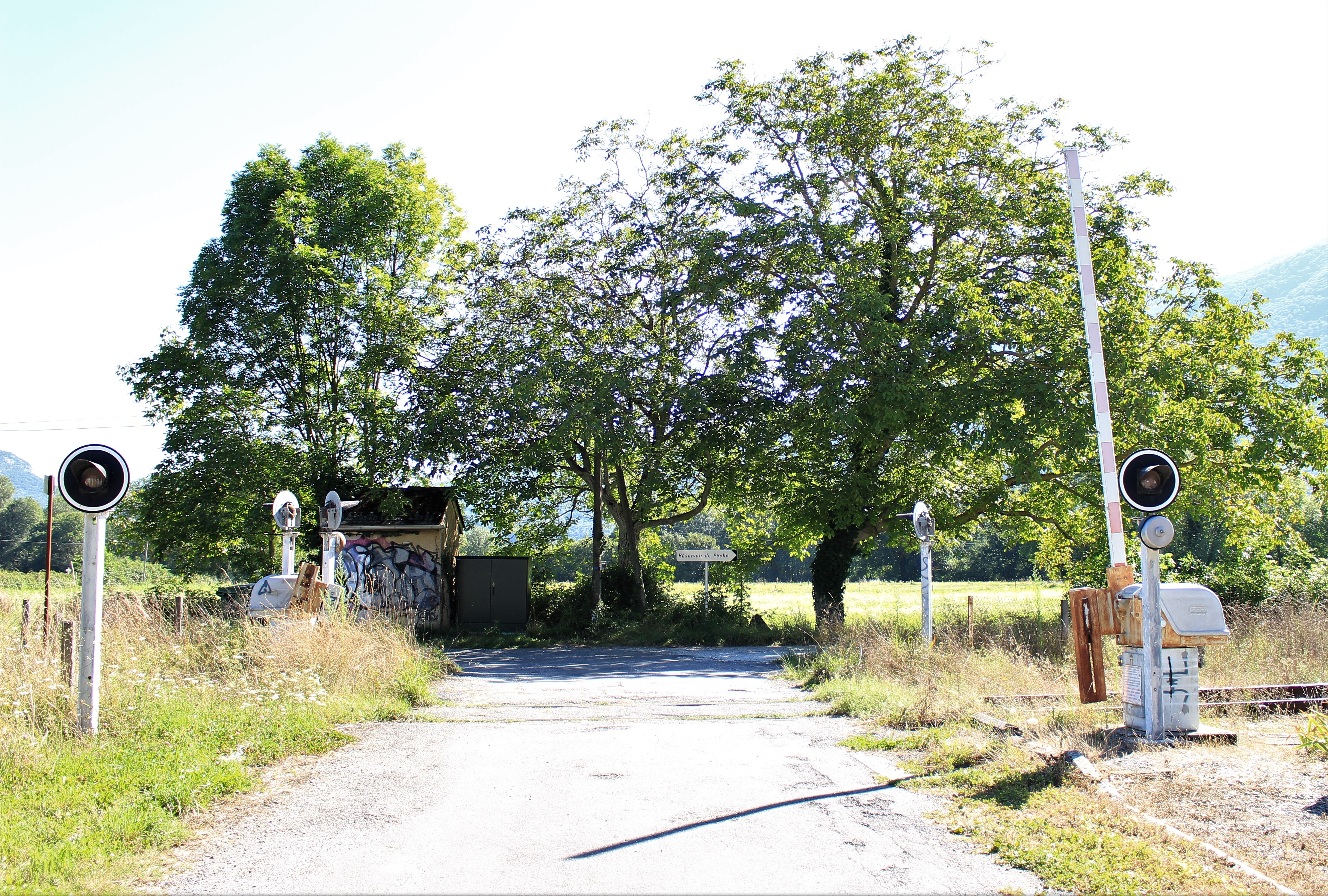
PN 17.
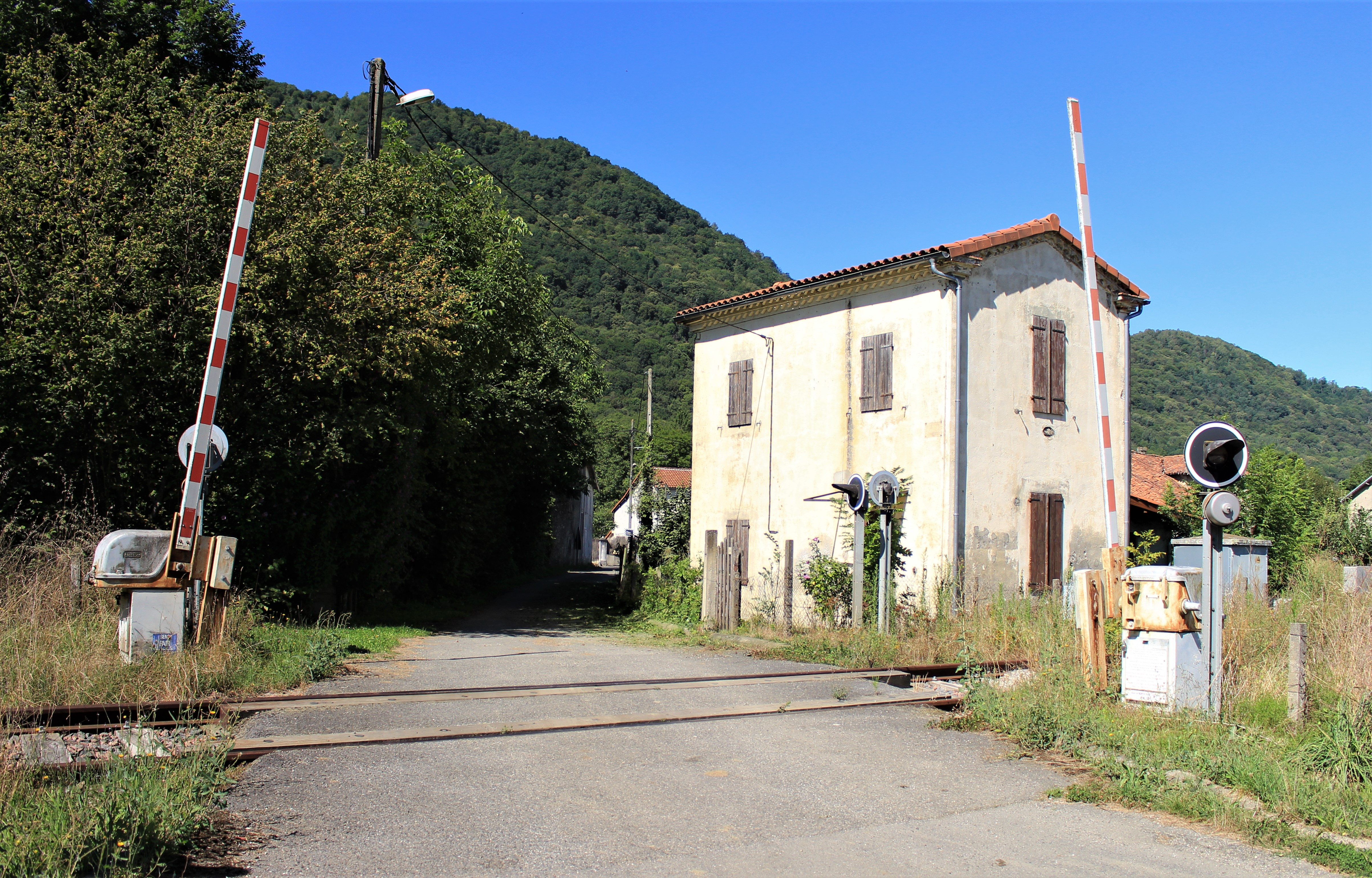
PN 18.

### Risques majeurs
Le territoire de la commune de Saléchan est vulnérable à différents aléas naturels : météorologiques (tempête, orage, neige, grand froid, canicule ou sécheresse), inondations, feux de forêts, mouvements de terrains et séisme (sismicité moyenne). Il est également exposé à un risque technologique,  le transport de matières dangereuses, et à un risque particulier : le risque de radon. Un site publié par le BRGM permet d'évaluer simplement et rapidement les risques d'un bien localisé soit par son adresse soit par le numéro de sa parcelle.

#### Risques naturels
Certaines parties du territoire communal sont susceptibles d’être affectées par le risque d’inondation par débordement de cours d'eau, notamment la Garonne. La cartographie des zones inondables en ex-Midi-Pyrénées réalisée dans le cadre du XIe Contrat de plan État-région, visant à informer les citoyens et les décideurs sur le risque d’inondation, est accessible sur le site de la DREAL Occitanie. La commune a été reconnue en état de catastrophe naturelle au titre des dommages causés par les inondations et coulées de boue survenues en 1982, 1999 et 2009,.
Saléchan est exposée au risque de feu de forêt. Un plan départemental de protection des forêts contre les incendies a été approuvé par arrêté préfectoral le 21 avril 2020 pour la période 2020-2029. Le précédent couvrait la période 2007-2017. L’emploi du feu est régi par deux types de réglementations. D’abord le code forestier et l’arrêté préfectoral du 27 octobre 2014, qui réglementent l’emploi du feu à moins de 200 m des espaces naturels combustibles sur l’ensemble du département. Ensuite celle établie dans le cadre de la lutte contre la pollution de l’air, qui interdit le brûlage des déchets verts des particuliers. L’écobuage est quant à lui réglementé dans le cadre de commissions locales d’écobuage (CLE)

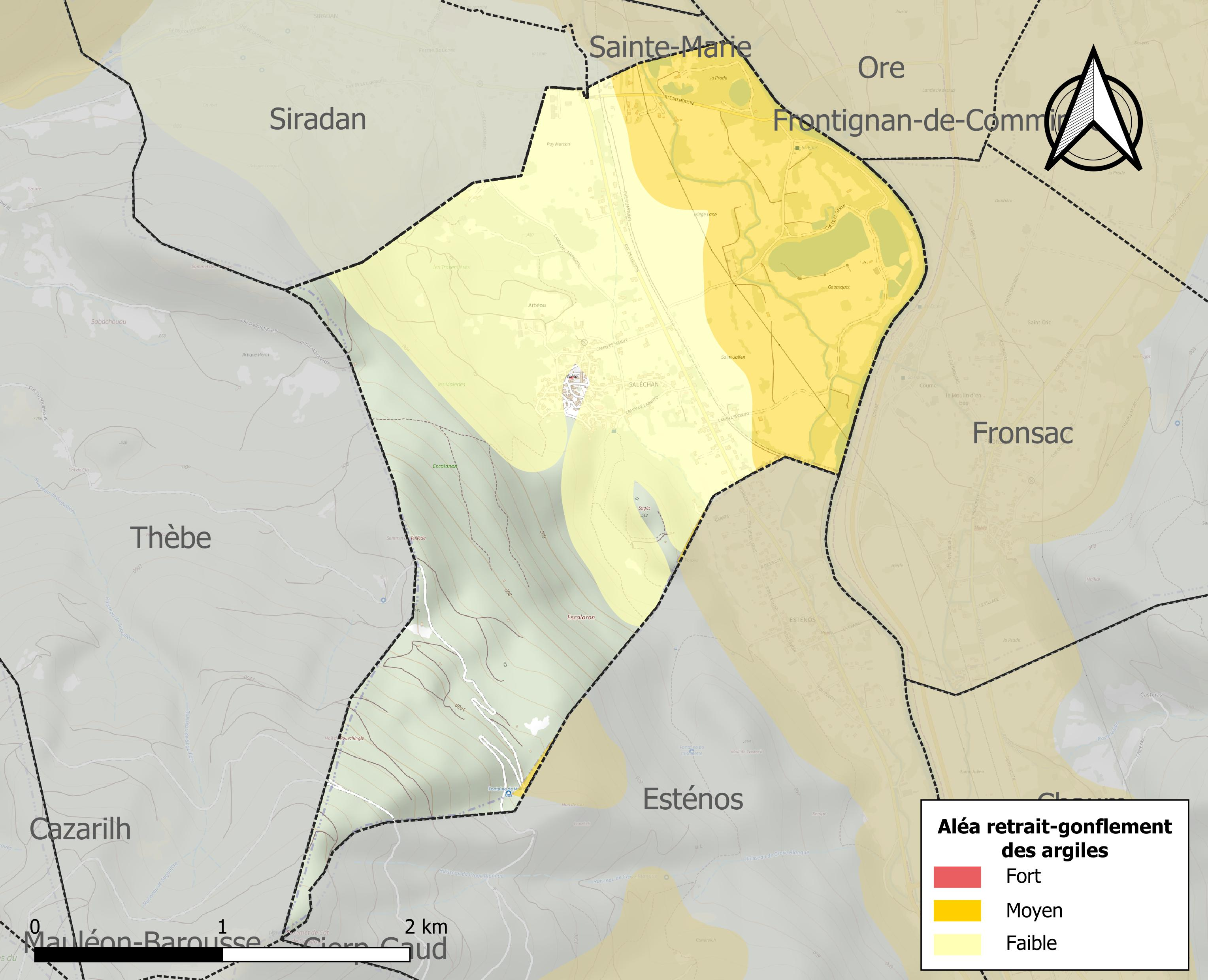
Carte des zones d'aléa retrait-gonflement des sols argileux de Saléchan.

Les mouvements de terrains susceptibles de se produire sur la commune sont des mouvements de sols liés à la présence d'argile et des tassements différentiels.
Le retrait-gonflement des sols argileux est susceptible d'engendrer des dommages importants aux bâtiments en cas d’alternance de périodes de sécheresse et de pluie. 26,6 % de la superficie communale est en aléa moyen ou fort (44,5 % au niveau départemental et 48,5 % au niveau national). Sur les 226 bâtiments dénombrés sur la commune en 2019, 17 sont en aléa moyen ou fort, soit 8 %, à comparer aux 75 % au niveau départemental et 54 % au niveau national. Une cartographie de l'exposition du territoire national au retrait gonflement des sols argileux est disponible sur le site du BRGM,.
Par ailleurs, afin de mieux appréhender le risque d’affaissement de terrain, l'inventaire national des cavités souterraines permet de localiser celles situées sur la commune.
Concernant les mouvements de terrains, la commune a été reconnue en état de catastrophe naturelle au titre des dommages causés par des mouvements de terrain en 1999.

#### Risque technologique
Le risque de transport de matières dangereuses sur la commune est lié à sa traversée par une infrastructure ferroviaire. Un accident se produisant sur une telle infrastructure est susceptible d’avoir des effets graves sur les biens, les personnes ou l'environnement, selon la nature du matériau transporté. Des dispositions d’urbanisme peuvent être préconisées en conséquence.

#### Risque particulier
Dans plusieurs parties du territoire national, le radon, accumulé dans certains logements ou autres locaux, peut constituer une source significative d’exposition de la population aux rayonnements ionisants. Certaines communes du département sont concernées par le risque radon à un niveau plus ou moins élevé. Selon la classification de 2018, la commune de Saléchan est classée en zone 3, à savoir zone à potentiel radon significatif.

## Toponymie

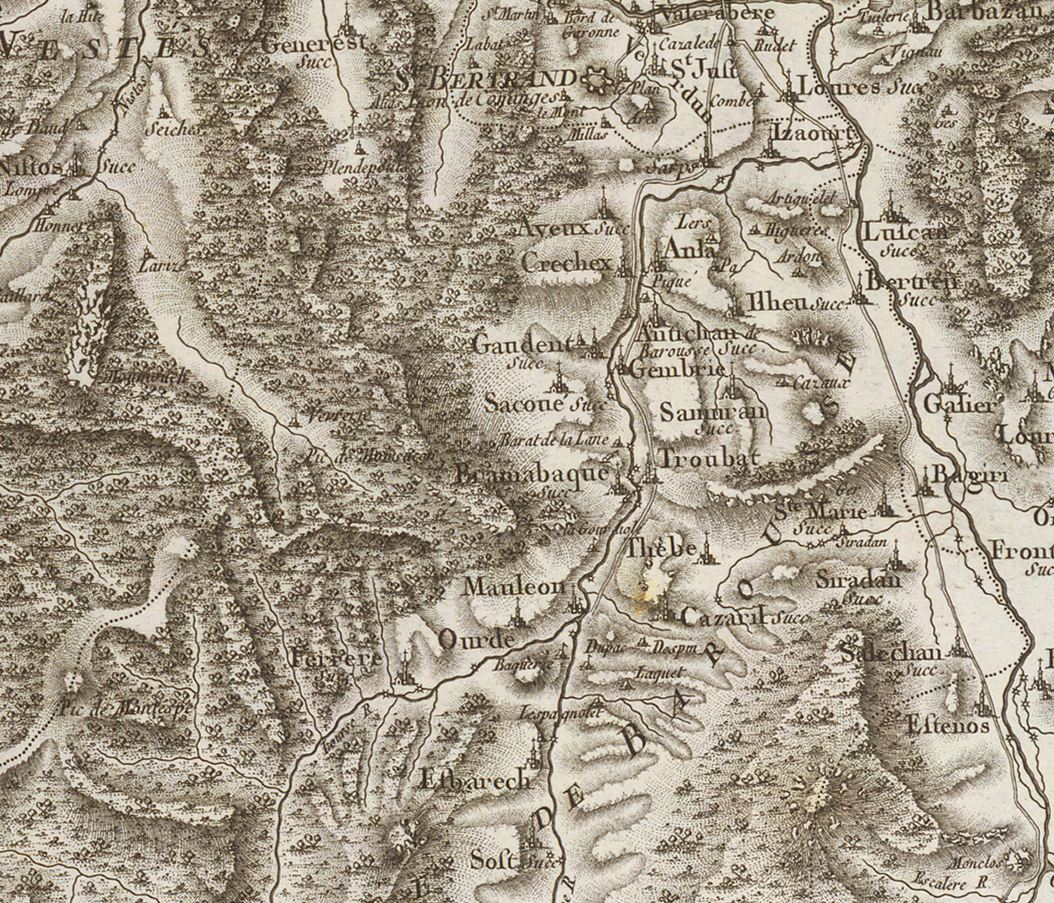
Extrait de la carte de Cassini (entre 1756 et 1789) situant Saléchan à l'est de Mauléon-Barousse.

On trouvera les principales informations dans le Dictionnaire toponymique des communes des Hautes-Pyrénées de Michel Grosclaude et Jean-François Le Nail qui rapporte les dénominations historiques du village :
- apud Salisa, Salissa, latin et gascon (v. 1180-1190, cartulaire de Lézat) ;
- Salisian (fin XIIe siècle, ibid.) ;
- Sancti Juliani de Salicianis, latin (fin XIIe siècle, ibid.) ;
- Salisha (début XIIIe siècle, ibid.) ;
- ecclesiam Sancti Juliani de Salicianis, latin (1246, ibid.) ;
- De Salixano, latin (1387, pouillé du Comminges) ;
- Salechan, fin XVIIIe siècle, carte de Cassini.

Étymologie : domaine antique, du nom de personnage latin Salissius et suffixe -anum > an (qui signifie  « domaine de Salissius »).
Nom occitan : Saleishan.

## Politique et administration

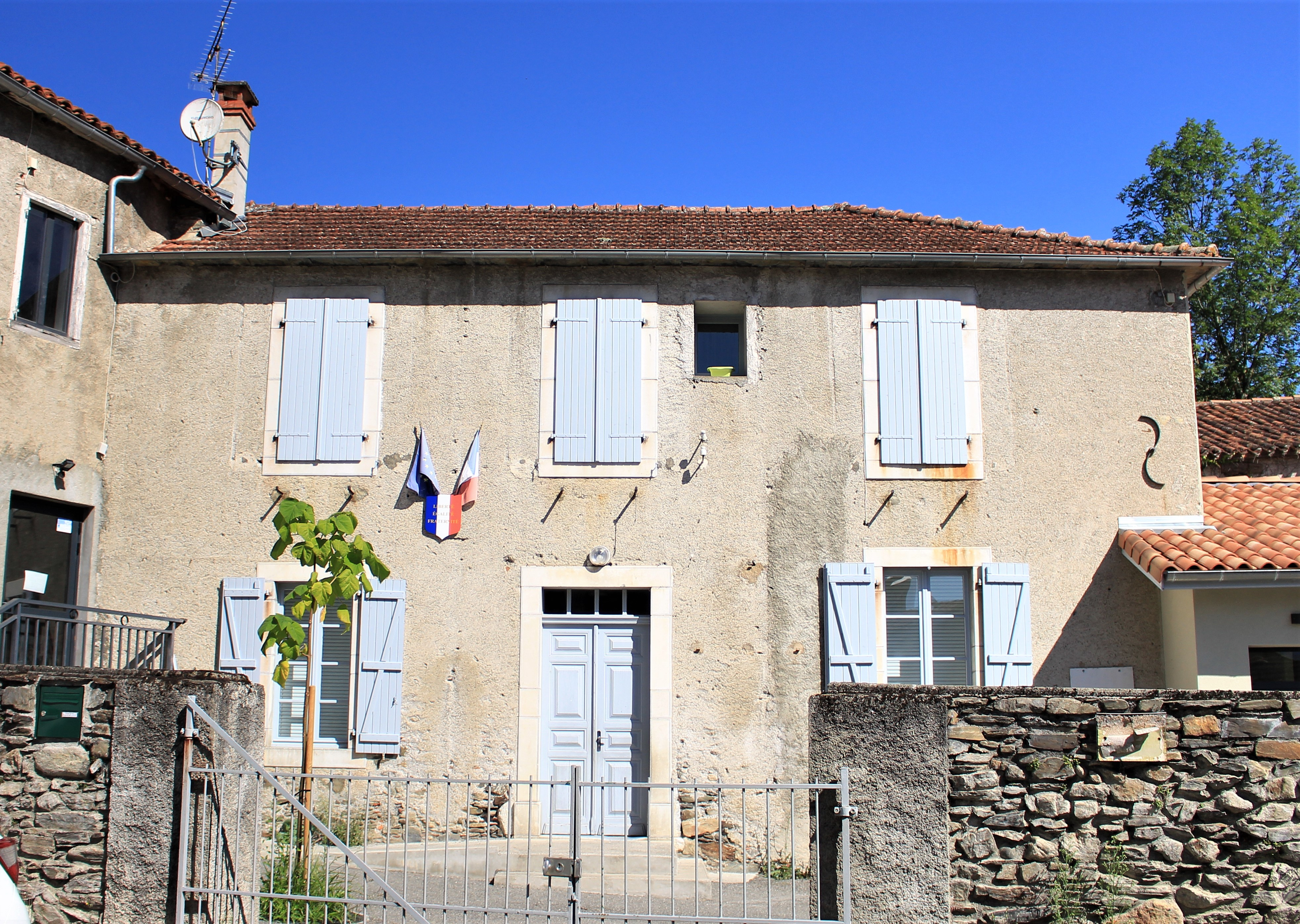
La mairie en 2023.

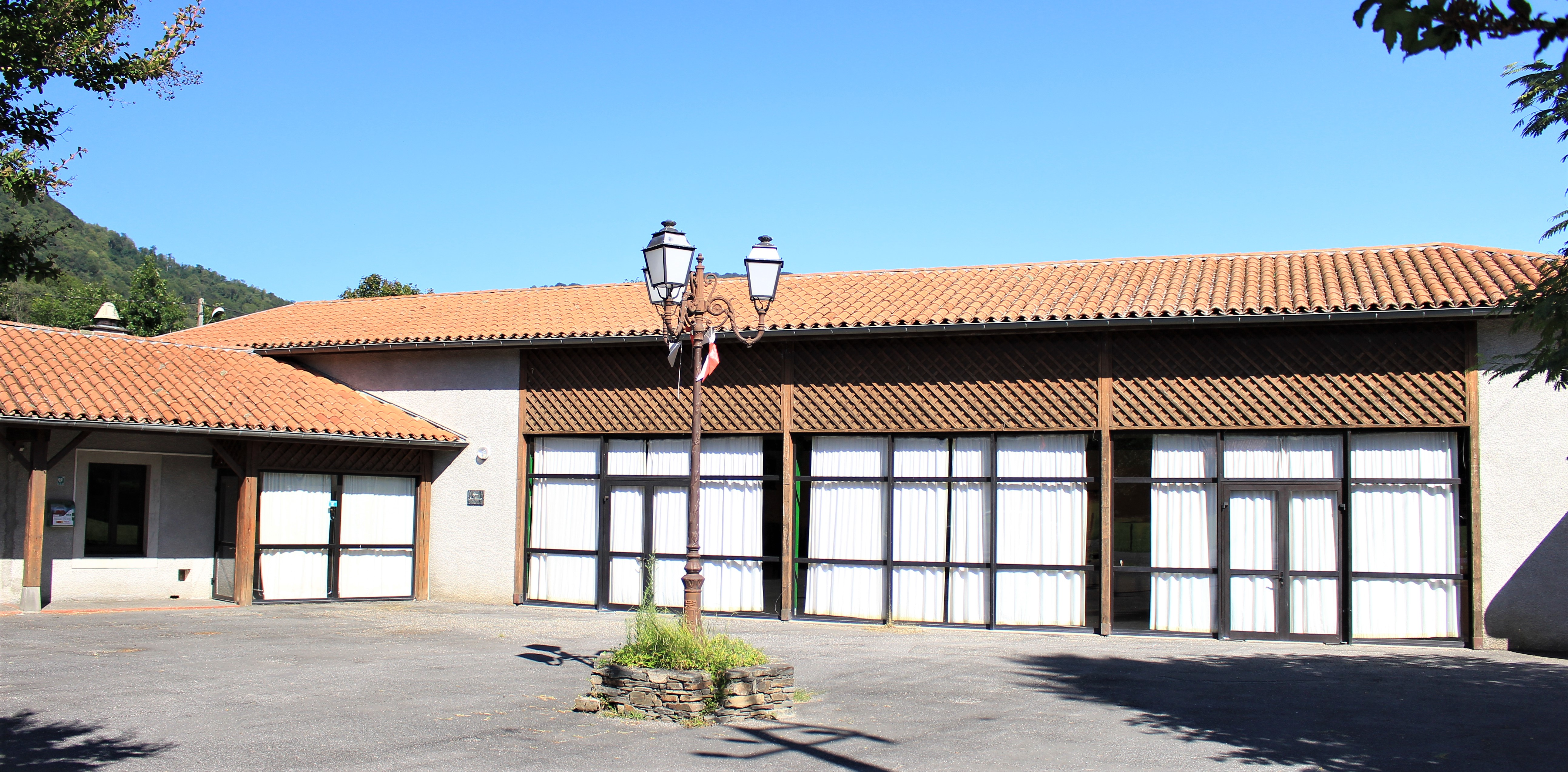
Le foyer rural en 2023.

### Liste des maires
| Période                                  | Période   | Identité         | Étiquette | Qualité |
| ---------------------------------------- | --------- | ---------------- | --------- | ------- |
| Les données manquantes sont à compléter. |           |                  |           |         |
| avant 1981                               | 1983      | Marcel Jouvhomme | DVG       |         |
| avant 1988                               | ?         | Jean Lormant     |           |         |
| mars 2001                                | 2004      | Claude Subercaze |           |         |
| 2004                                     | 2008      | Jeanne Méchitoua |           |         |
| mars 2008                                | déc. 2015 | Thierry Fort     |           |         |
| déc. 2015                                | 2020      | Andrée Lanau     |           |         |
| 2020                                     | En cours  | Pascal Loustau   |           |         |

### Rattachements administratifs et électoraux

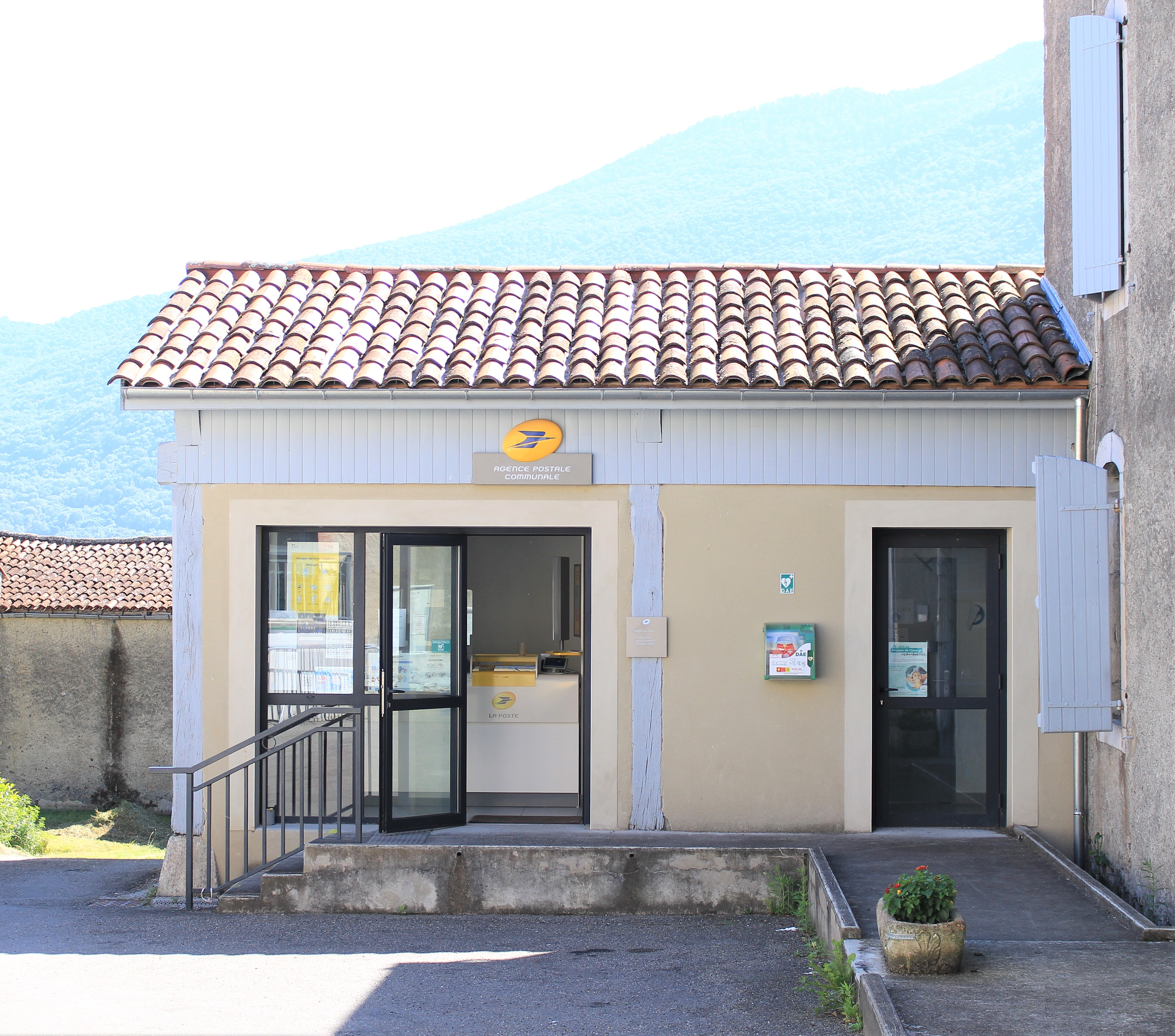
La Poste.

#### Intercommunalité
Saléchan fait partie de la communauté de communes Neste Barousse, créée en janvier 2017, qui réunit 43 communes.

### Services publics
La commune de Saléchan dispose d'une agence postale.

## Population et société

### Démographie

#### Évolution démographique
L'évolution du nombre d'habitants est connue à travers les recensements de la population effectués dans la commune depuis 1793. Pour les communes de moins de 10 000 habitants, une enquête de recensement portant sur toute la population est réalisée tous les cinq ans, les populations de référence des années intermédiaires étant quant à elles estimées par interpolation ou extrapolation. Pour la commune, le premier recensement exhaustif entrant dans le cadre du nouveau dispositif a été réalisé en 2005.

En 2022, la commune comptait 243 habitants, en évolution de −8,3 % par rapport à 2016 (Hautes-Pyrénées : +1,59 %, France hors Mayotte : +2,11 %).
| 1793 | 1800 | 1806 | 1821 | 1831 | 1836 | 1841 | 1846 | 1851 |
| ---- | ---- | ---- | ---- | ---- | ---- | ---- | ---- | ---- |
| 481  | 515  | 563  | 567  | 668  | 670  | 733  | 773  | 803  |

| 1856 | 1861 | 1866 | 1872 | 1876 | 1881 | 1886 | 1891 | 1896 |
| ---- | ---- | ---- | ---- | ---- | ---- | ---- | ---- | ---- |
| 748  | 709  | 664  | 627  | 645  | 639  | 614  | 642  | 637  |

| 1901 | 1906 | 1911 | 1921 | 1926 | 1931 | 1936 | 1946 | 1954 |
| ---- | ---- | ---- | ---- | ---- | ---- | ---- | ---- | ---- |
| 665  | 680  | 619  | 464  | 511  | 468  | 469  | 294  | 304  |

| 1962 | 1968 | 1975 | 1982 | 1990 | 1999 | 2005 | 2006 | 2010 |
| ---- | ---- | ---- | ---- | ---- | ---- | ---- | ---- | ---- |
| 286  | 266  | 245  | 246  | 204  | 174  | 216  | 220  | 192  |

| 2015 | 2020 | 2022 | - | - | - | - | - | - |
| ---- | ---- | ---- | - | - | - | - | - | - |
| 261  | 245  | 243  | - | - | - | - | - | - |

| selon la population municipale des années : | 1968 | 1975 | 1982 | 1990 | 1999 | 2006 | 2009 | 2013 |
| Rang de la commune dans le département      | 151  | 122  | 155  | 154  | 197  | 166  | 193  | 187  |
| Nombre de communes du département           | 479  | 473  | 473  | 474  | 474  | 474  | 474  | 474  |

### Enseignement

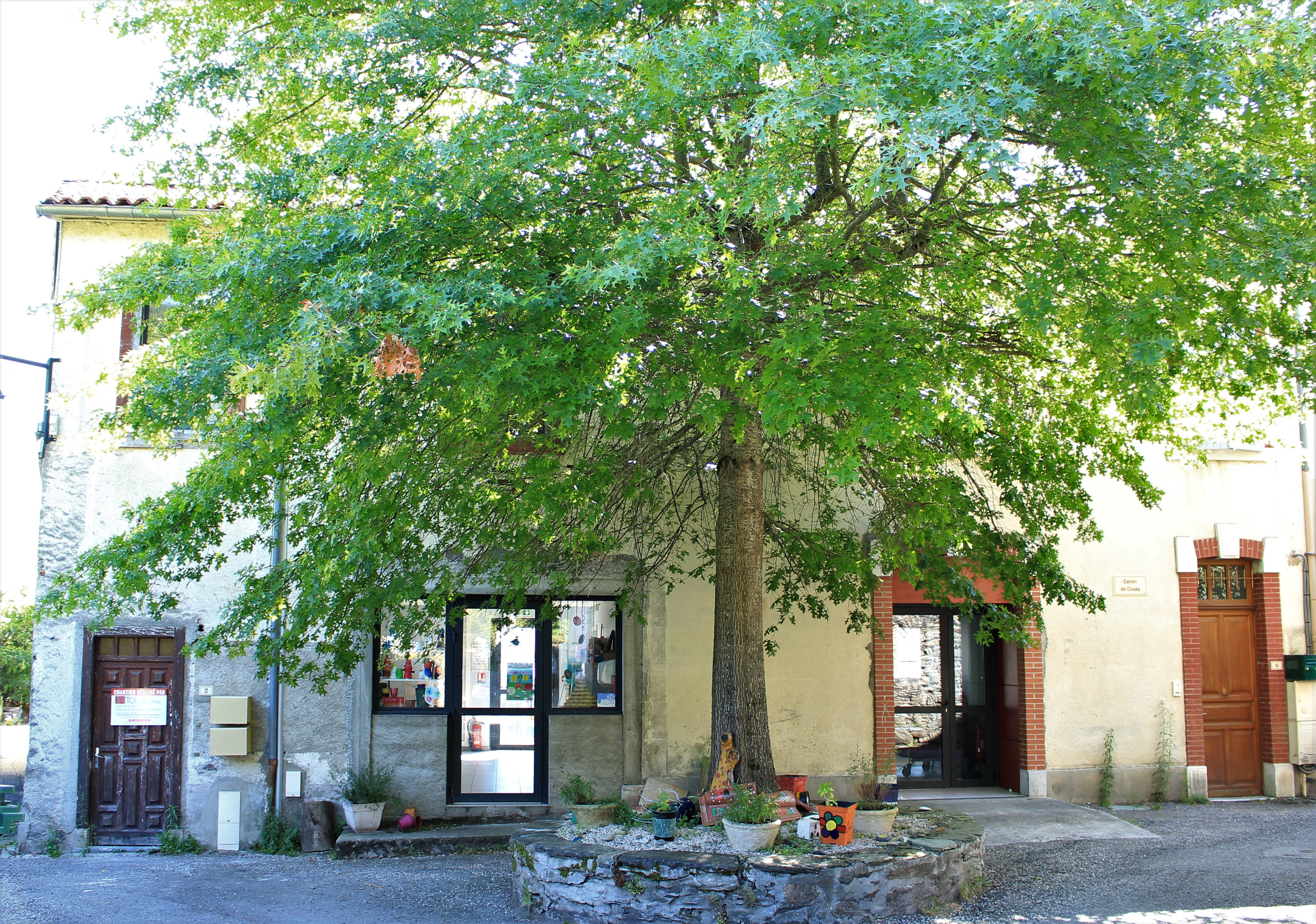
L'école élémentaire en 2023.

La commune dépend de l'académie de Toulouse. Elle dispose d’une école en 2019.
- École élémentaire.

### Sports

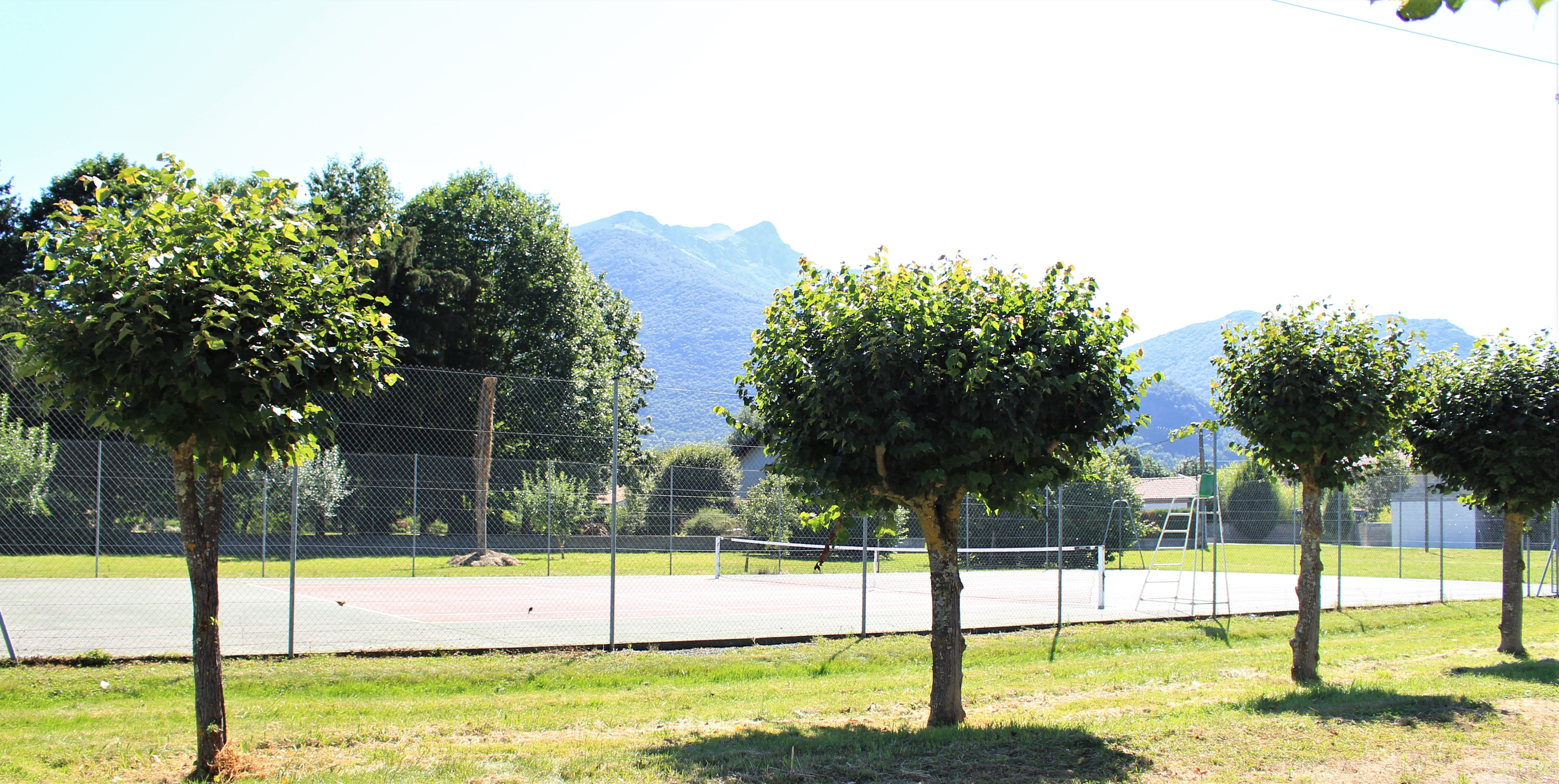
Le court de tennis.

## Économie

### Revenus
En 2018, la commune compte 117 ménages fiscaux, regroupant 251 personnes. La médiane du revenu disponible par unité de consommation est de 18 730 € (20 420 € dans le département).

### Emploi
|                | 2008  | 2013   | 2018   |
| -------------- | ----- | ------ | ------ |
| Commune        | 3,9 % | 12,3 % | 10,6 % |
| Département    | 7,7 % | 9,4 %  | 9,8 %  |
| France entière | 8,3 % | 10 %   | 10 %   |

En 2018, la population âgée de 15 à 64 ans s'élève à 132 personnes, parmi lesquelles on compte 78 % d'actifs (67,5 % ayant un emploi et 10,6 % de chômeurs) et 22 % d'inactifs,. En  2018, le taux de chômage communal (au sens du recensement) des 15-64 ans est supérieur à celui du département et de la France, alors qu'en 2008 la situation était inverse.
La commune fait partie de la couronne de l'aire d'attraction de Bagnères-de-Luchon, du fait qu'au moins 15 % des actifs travaillent dans le pôle,. Elle compte 36 emplois en 2018, contre 37 en 2013 et 48 en 2008. Le nombre d'actifs ayant un emploi résidant dans la commune est de 91, soit un indicateur de concentration d'emploi de 39,6 % et un taux d'activité parmi les 15 ans ou plus de 48,5 %.
Sur ces 91 actifs de 15 ans ou plus ayant un emploi, 15 travaillent dans la commune, soit 17 % des habitants. Pour se rendre au travail, 92,9 % des habitants utilisent un véhicule personnel ou de fonction à quatre roues, 2,4 % s'y rendent en deux-roues, à vélo ou à pied et 4,7 % n'ont pas besoin de transport (travail au domicile).

### Activités
Près du lac se trouvent les sablières de Saléchan (Agrégat et Bétons Controlés de la Vallée de Luchon), filiale du groupe Daniel.
Les autres entreprises se trouvant sur la commune sont : deux garages automobile et une carrosserie, des exploitations agricoles et forestière, maçonneries, etc.

## Culture locale et patrimoine

### Lieux et monuments

#### Monuments religieux
Chapelle Saint-Julien
La chapelle Saint-Julien datant du XIIe siècle est inscrite au titre des monuments historiques depuis 1979. À l'angle extérieur nord-ouest, deux bas-reliefs gallo-romains ont été remployés dans la maçonnerie. La chapelle serait plutôt dédiée à Notre-Dame d'après le prêtre de l'ensemble paroissiale de la Barousse et aussi d'après le seul vitrail où est représentée la Vierge Marie avec l'Évangile.
- L'église Saint-Julien-de-Brioude a été construite en 1788 (mais détruite lors de la Révolution quelques années plus tard...), elle a été reconstruite de 1894 à 1899.
- Un oratoire de la croix.
- Un oratoire Saint-Roch.
- Colonne avec un chapiteau corinthien surmontée d'une statue de la Vierge Marie.
- Monument avec une croix.
- Une croix en bois.
- Un ancien oratoire en ruine.
- Monument aux morts.

Sélection de vues des édifices religieux
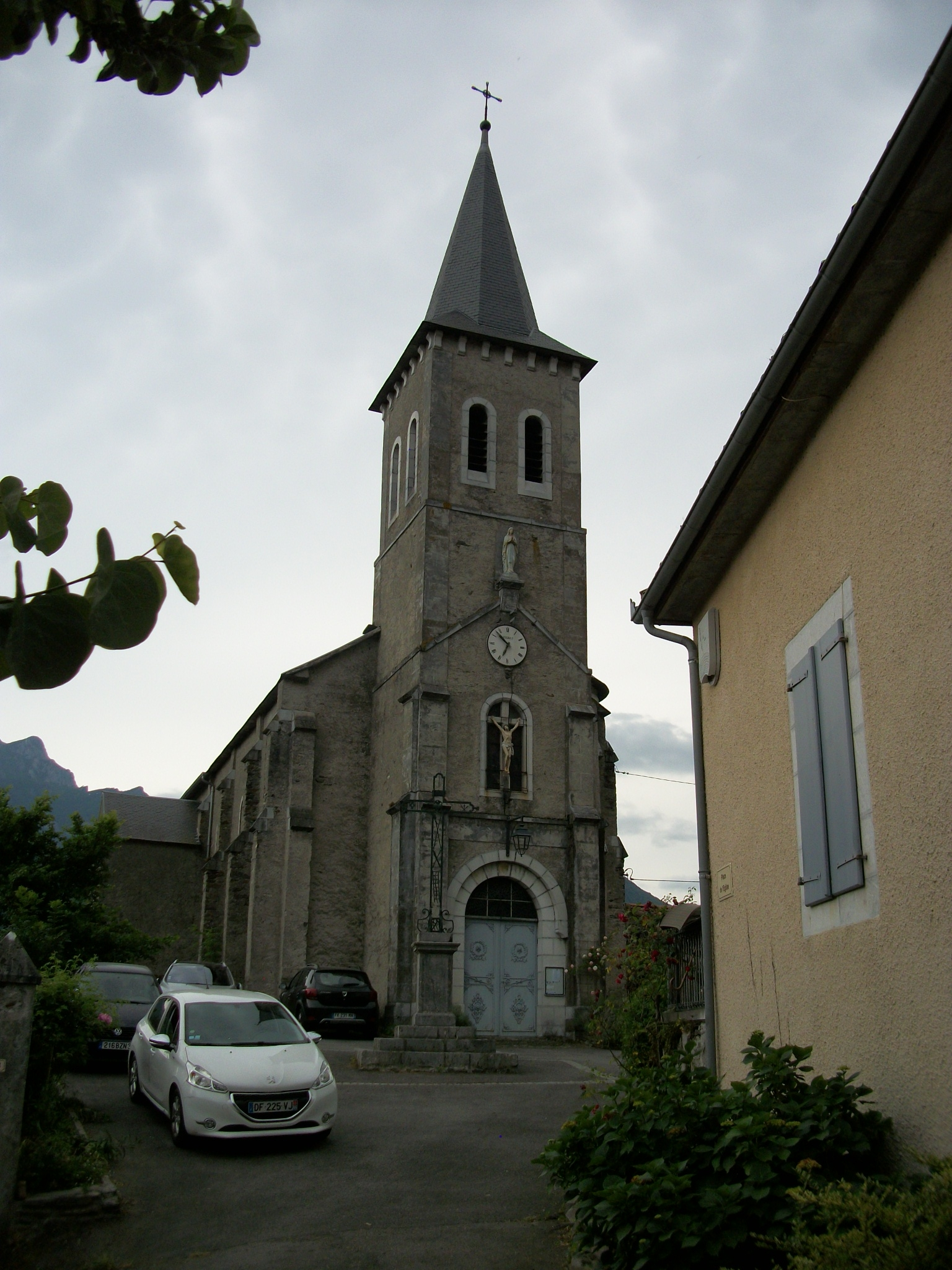
Église Saint-Julien-de-Brioude.
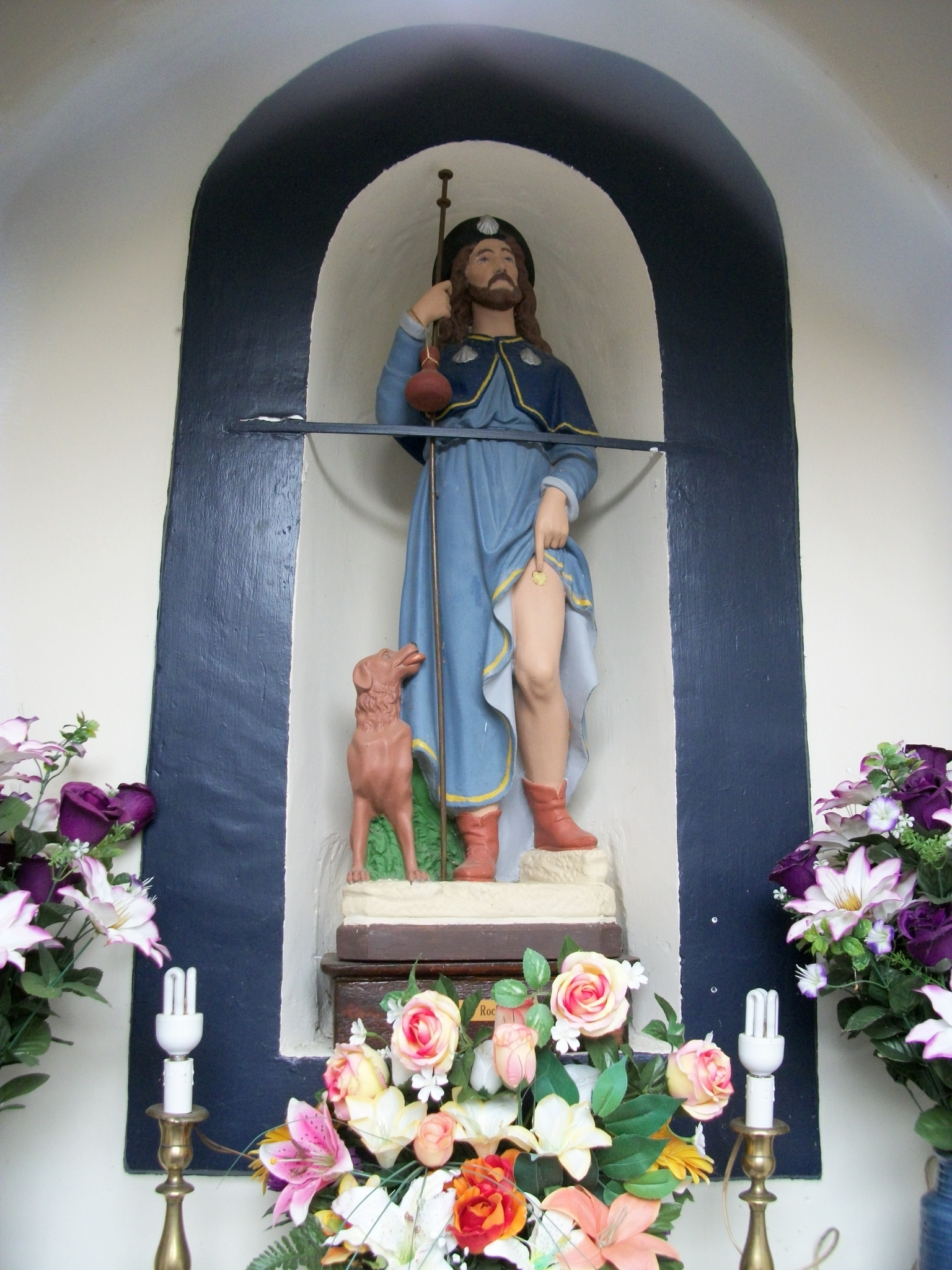
Statue de saint Roch dans l'oratoire
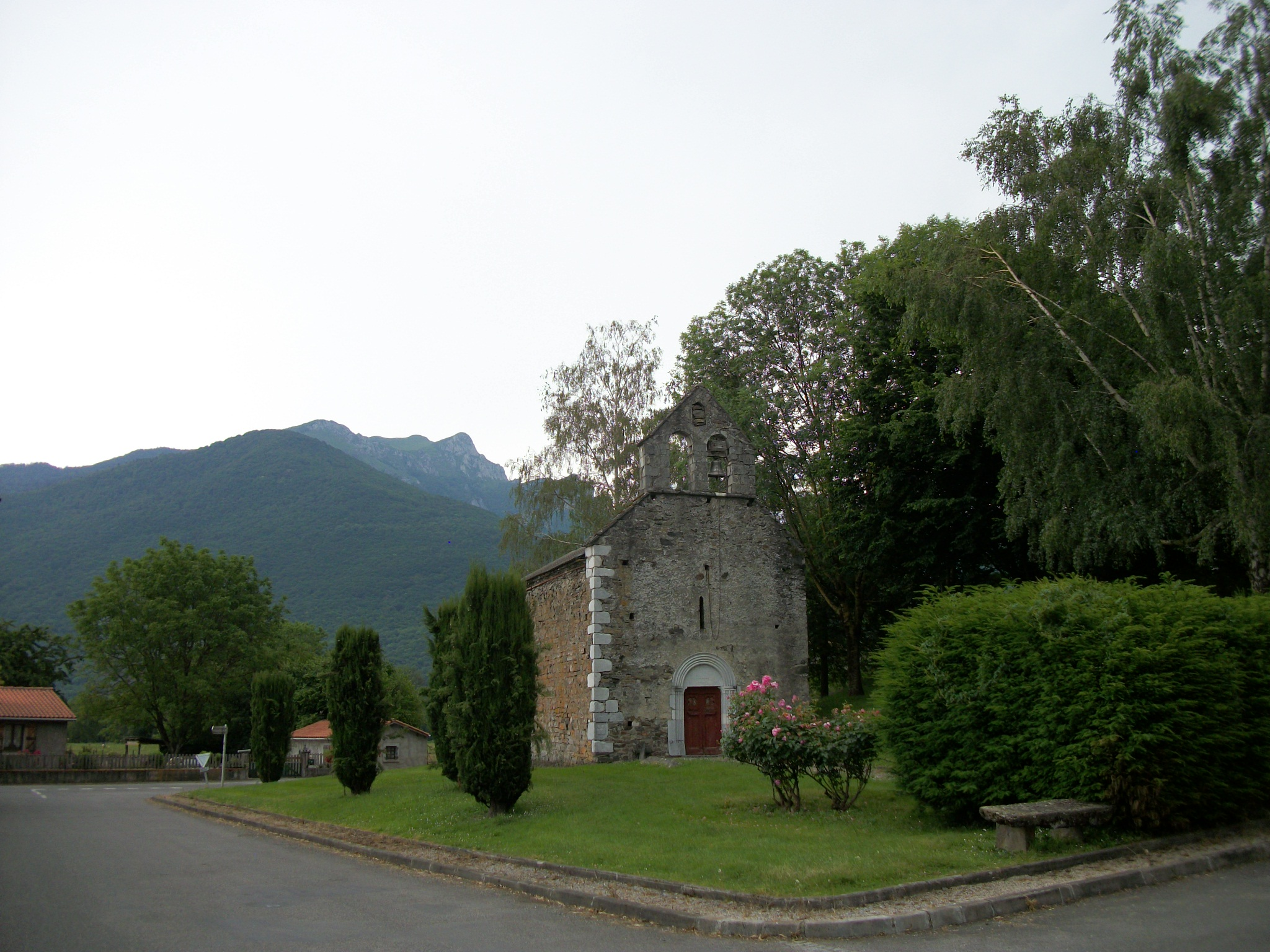
La chapelle Saint-Julien.
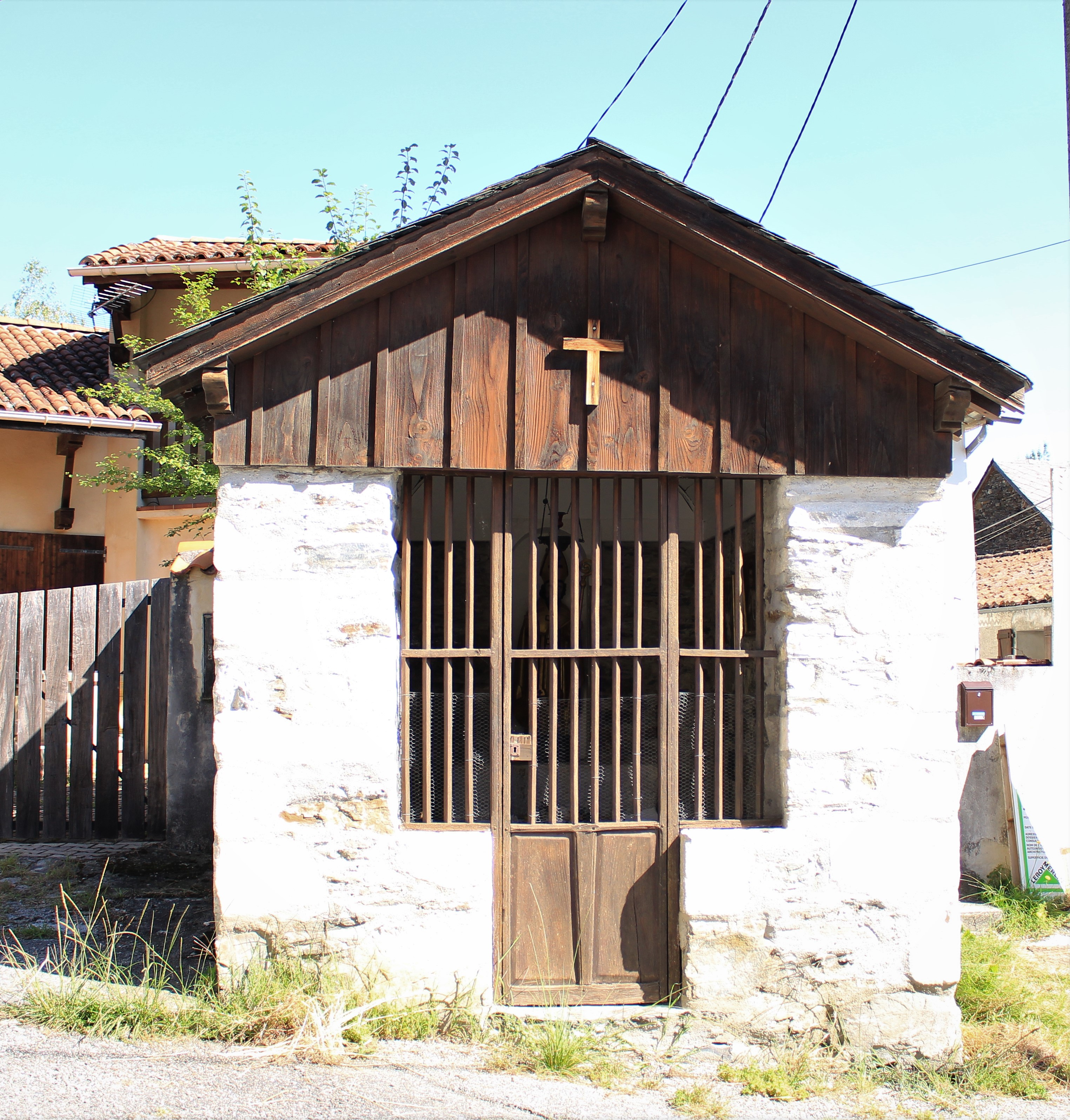
L'oratoire.

#### Bâtiments et lieux publics
La plupart des bâtiments anciens (maisons, murs, etc) sont construits avec des pierres de schiste issues de l'ancienne carrière du village.
- Nombreux abreuvoirs, fontaines et lavoirs.
- Lac de Saléchan. Les trois lacs d'une superficie totale de 5 hectares ont été établis sur une ancienne gravière[63].

Sélection de vues des équipements municipaux
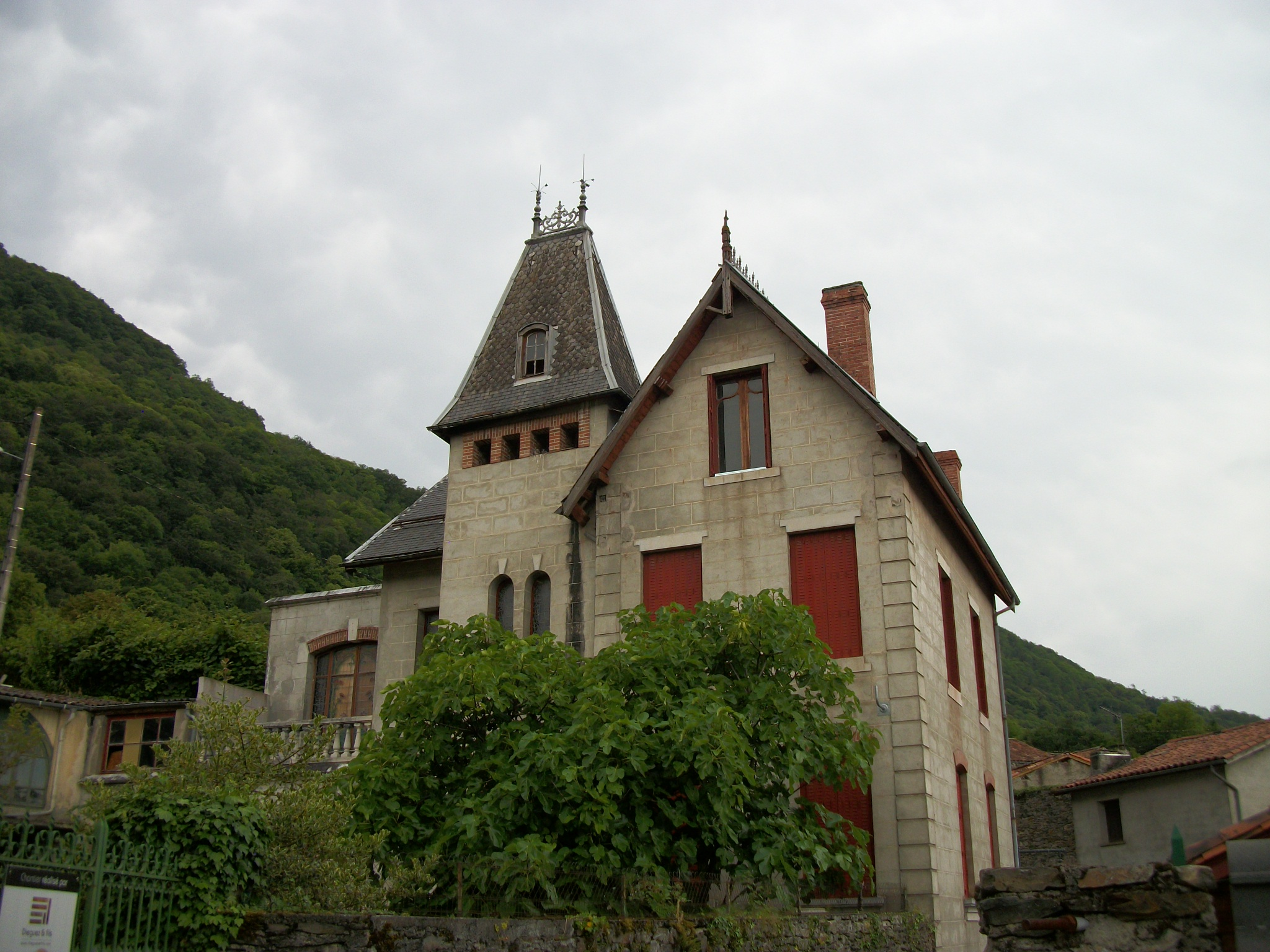
Un manoir dont la partie haute de la tour sert de nichoir pour les faucons.
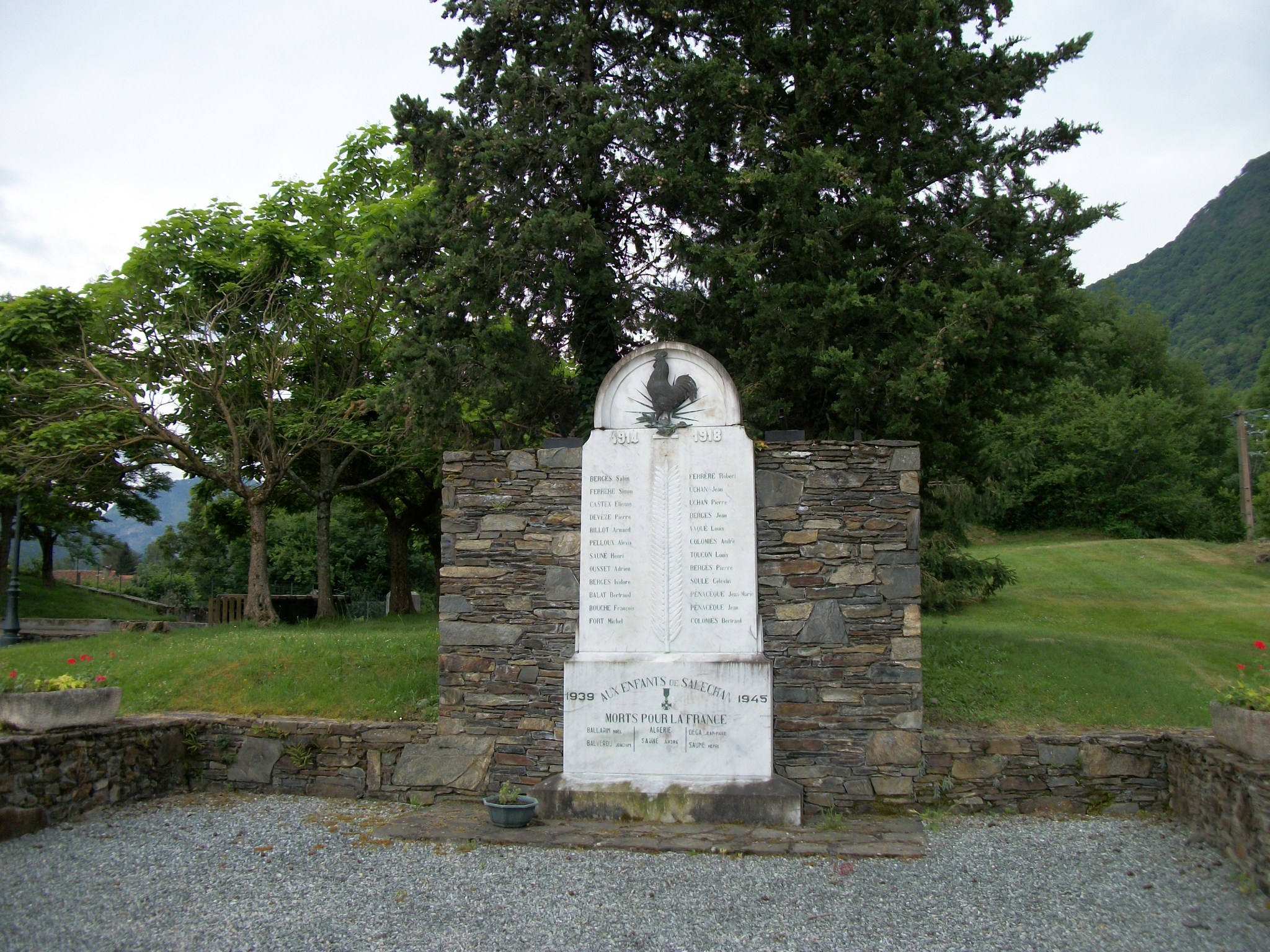
Monument aux morts en marbre blanc. Le mur et le muret sont construits avec des pierres de schiste issues de la carrière du village.
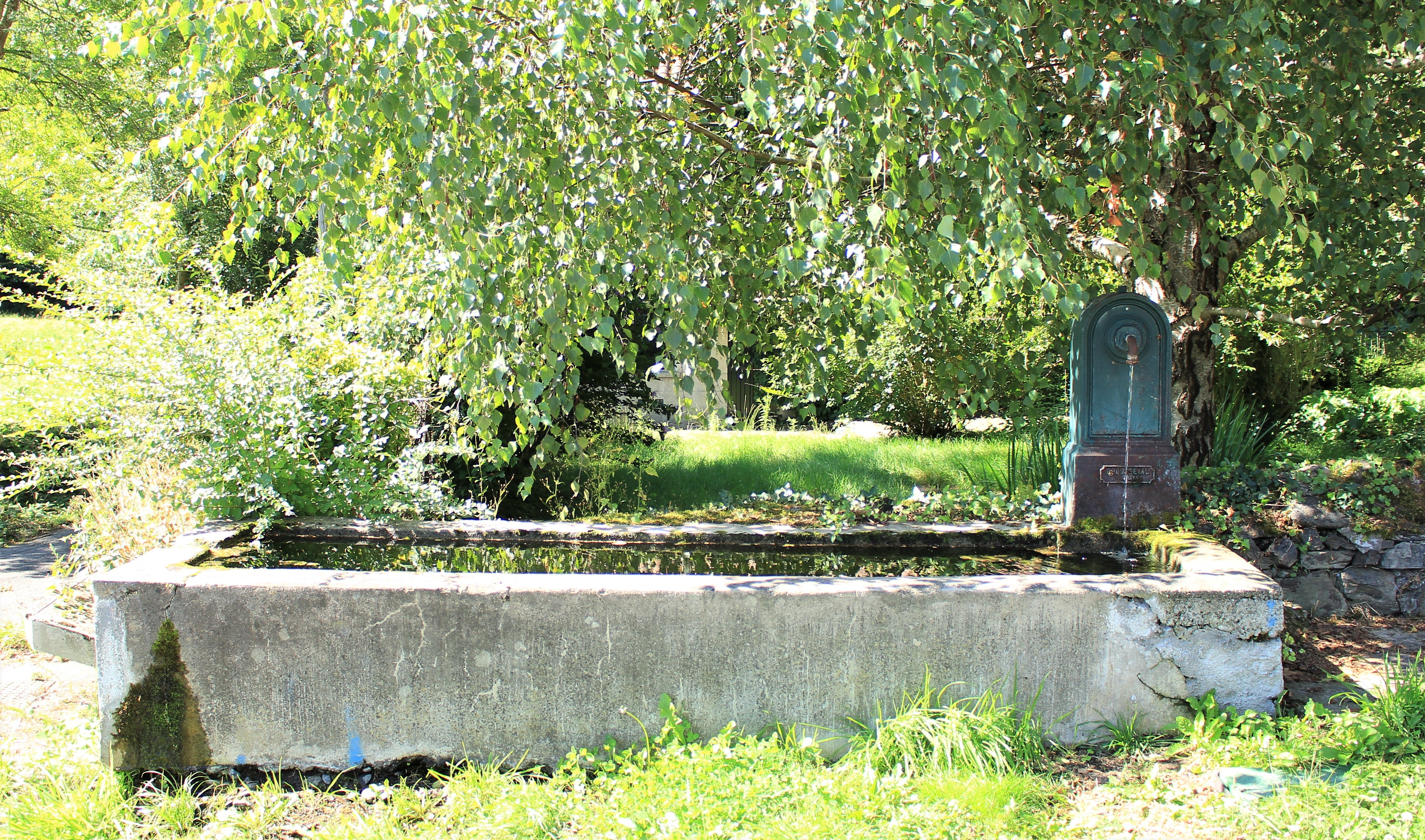
Une fontaine.